# Contrechamp
Pour la technique cinématographique, voir champ-contrechamp.
Contrechamp est une émission de télévision d'affaires publiques diffusée sur les ondes de la Télévision de Radio-Canada entre 1977 et mars 1987.

## Équipe

### Animateurs
- 1976-1979 : Pierre Beausoleil
- 1979-1980 : Florian Sauvageau
- 1981-1987 : Anne-Marie Dussault

### Journalistes et recherchistes
- Lucie Pagé[2]
- Pierre Craig[3]

### Réalisateurs
- Jean-François Mercier[4]